# Isochlora
Isochlora is een geslacht van vlinders van de familie Uilen (Noctuidae), uit de onderfamilie Noctuinae.

## Soorten
- I. chloroptera Hampson, 1894
- I. grumi Alphéraky, 1892
- I. herbacea Alphéraky, 1895
- I. leuconeura Püngeler, 1904
- I. longivitta Püngeler, 1901
- I. maxima Staudinger, 1888
- I. metaphaea Hampson, 1906
- I. straminea Leech, 1900
- I. tschitaensis Daniel, 1953
- I. viridis Staudinger, 1882
- I. xanthiana Staudinger, 1895
- I. xanthisma Chen, 1993
- I. yushuensis Chen, 1993